# Református templom (Balatonkenese)
A balatonkenesei református templom a város műemlék épülete.

## Története
A jelenlegi templom az 1231-ben a Szent Kereszt tiszteletére épült templomra épült, amelyet 1570-ben Pálffy Tamás palotai várnagy felrobbantatott. Az eredeti Árpád-kori épületből a hátsó fal egy része és a torony alsó harmada maradt meg. 1658–1660 között építették újjá.
1700-ban a templomot a jezsuiták katonai segítséggel elfoglalták a templomot, a prédikátort elűzték. Ezt követően a templom üresen állt, amíg 1707-ben Béri Balogh Ádám kuruc tábornok győzelmet aratva a császári sereg felett visszaadta a templomot a református gyülekezetnek.
1785-ben kibővítették a szentélyt, 1820-ban a déli falat lebontották és újra felépítették, 4 méterrel megnagyobbítva az épületet. 
1985-ben egy földrengés során a falak megrepedeztek; a helyreállításra még ugyanabban az évben sor került.